# Wilderness (album Uniqplan)
Wilderness – debiutancki album polskiej grupy muzycznej Uniqplan, którego premiera odbędzie się 10 czerwca 2013 roku. Kompozycje na płycie łączą nowofalowy rock z elektroniką i synthpopem.

## Lista utworów
1. Halfway
2. Not Synthetic
3. This Makes Sense
4. Freeland
5. Love Radiation
6. Fairy Tale
7. Wilderness
8. Stranger
9. WYSIWYG
10. Even If
11. One Day
12. Wanderlust

## Twórcy zaangażowani w projekt
- Michał Wojtas - wokal
- Bartek Lewczuk - instrumenty klawiszowe
- Piotr Pawęska - gitara basowa
- Konrad Zieliński - perkusja